# El analfabeto
El analfabeto es una película de comedia mexicana del 1961 dirigida por Miguel M. Delgado y protagonizada por Mario Moreno "Cantinflas", Lilia Prado, Sara García y Ángel Garasa.  Esta película es recordada como una película de comedia educativa y pedagógica, la cual contiene un mensaje de superación dirigido a la sociedad ya que hace ver la importancia de la preparación escolar y académica como un camino indispensable para el desarrollo personal y el éxito en la vida diaria. En esta película participan actores infantiles, aunque se presentaría algo similar y en menor medida en El profe (1971).

## Argumento
Inocencio Prieto y Calvo (Cantinflas) es un hombre humilde, honrado y honesto que ha vivido al lado de su anciana madrina Doña Epifanita (Sara García) en un antiguo vecindario de la ciudad de Guanajuato. Es analfabeto durante su vida, lo cual le han traído muchos problemas en su entorno y en su trabajo como carpintero del que es despedido por todos los mismos problemas que ha causado al no saber leer ni escribir.
Entre estas situaciones recibe una carta de un notario en donde se le notifica que es heredero de una fortuna de su recién fallecido tío Don Prisciliano Calvo y Velludo en Estados Unidos, se trata de $2.000.000 de Pesos Mexicanos, que no tiene más que reclamar mediante la presentación de su fe de bautismo como prueba de identidad. Sin embargo, como es analfabeto, Inocencio no tiene ni idea del contenido de la carta y acude a ver al farmacéutico para que le lea la carta, cuando llega el boticario le dice que lo espere mientras despacha a una señorita clienta de la farmacia, Inocencio se siente avergonzado de ver como la hija de la señorita que es una niña, ya es capaz de leer mientras que él, un hombre adulto, no puede por lo que se arrepiente de pedirle que se la lea y le pone de pretexto que fue para otra cosa.
Para combatir su analfabetismo, Inocencio decide acudir a una escuela infantil a aprender a leer y escribir y esperar a conocer el contenido de la carta hasta que él pueda leerlo por sí mismo, para que nadie más se entere de sus asuntos privados por su propio desconocimiento.
Luego de registrarse en la escuela, se detiene por el banco local a pedir un trabajo, después de haber dejado su empleo anterior por la mañana. En este momento conoce a Blanca Morales (Lilia Prado), una atractiva joven recién llegada a la ciudad, y le muestra un papel donde está escrita la dirección de su nuevo empleo, al cual Inocencio prefiere acompañarla personalmente. El lugar donde Blanca e Inocencio asisten es propiedad de Don Rómulo González (Ángel Garasa), gerente del banco en el que Inocencio fue contratado esa mañana. Ahí también conocen al Licenciado Aníbal Guzmán (Carlos Agostí), prometido de Ofelia González (Judy Ponte), hija de Don Rómulo y jefa de Blanca.
En el transcurso, Inocencio gradualmente aprende a leer y escribir en la escuela, donde sus compañeros niños se burlan de él en muchas ocasiones, pero es admirado por su maestro por su deseo de superarse, enamora a Blanca, y hace amigos y enemigos en el banco. Se frustra un robo y luego un plan para hacerlo parecer culpable. Don Rómulo está tan complacido con su honestidad que da a Inocencio una recompensa de 1.000 pesos, que el hombre procede agradecido a gastar en un vestido nuevo para su madrina Doña Epifanita, un vestido tradicional regional para su amiga Blanca para usar en un concurso de belleza como candidata a reina de la feria de Guanajuato, y zapatos nuevos para él. 
Cierto día en su trabajo, al realizar el aseo en el banco, sin darse cuenta se le cae el sobre de forma accidental que tiene la carta del notario que la traía en su bolsillo, cuando aún no era conocido el contenido de la carta por Inocencio. Don Fermín (Miguel Manzano), con rencor hacia él se da cuenta de su carta en el suelo y manda a Inocencio a la tienda para poder recogerla y se asombra de su contenido guardándola para sí. Fermín le revela a Aníbal, que resulta ser primo suyo, la gran fortuna de la que Inocencio es propietario y no se ha enterado y planean cometer un fraude para reclamar su herencia. Para ello Aníbal consigue una copia de su fe de bautismo en la iglesia de Guanajuato y Fermín hace que Inocencio le firme un papel en blanco haciéndole creer que admira que ya sabe escribir y quiere ver como hace su firma para luego convertir esa hoja en un documento legalizado, sellado y firmado donde él mismo les da autorización de cobrar su fortuna.  
Para hacer aún mejor el plan y poder reclamar sin problemas la herencia, Aníbal y Fermín conspiran para hacer creer que Blanca (quien ha sido ofendida por Aníbal varias veces) ha robado las joyas de la Señora Refugio González (María Teresa Rivas), la esposa de su patrón Don Rómulo para luego dárselas a Inocencio. Cuando la Señora Refugio González se entera del robo, Aníbal les dice que fueron Inocencio y Blanca, puesto que fueron los únicos que vio en el momento del robo. En el día del concurso, cuando Blanca es coronada reina de la feria de Guanajuato y al regresar, ambos son arrestados por ser los principales sospechosos.
Mientras ellos están presos y son enjuiciados, Fermín al ver que Aníbal no se presentó al juicio (puesto que había prometido que iría como testigo a declarar en contra de Inocencio) descubre que lo ha traicionado y se ha ido solo a reclamar la herencia. Durante el juicio cuando Inocencio y Blanca son interrogados, éste le entrega al juez un paquete que él tenía y cuando lo abre resulta que tenía las joyas robadas ante el asombro de todos los presentes, sin embargo en ese momento aparece Fermín y le confiesa al juez que el que robó las joyas fue Aníbal y  también revela que él está en camino a reclamar la herencia de Inocencio.   
Ambos son declarados inocentes y liberados e Inocencio y sus amigos se apresuran a la Ciudad de México para frustrar el intento de Aníbal y denunciarlo. Todos llegan a tiempo a la oficina del notario y Aníbal es arrestado después de que llega a reclamar los fondos.
Al final, Inocencio firma el documento que lo hace acreedor a la herencia de su finado tío Prisciliano y en ese momento hace saber a todos que planea usar su fortuna para comprar una lavadora para su madrina Epifanita, construir escuelas para analfabetos como lo fue él y hasta proponer matrimonio a Blanca. La película concluye con Inocencio y Blanca en su boda y sus invitados: Don Rómulo, la Señora Refugio, Doña Epitafita, Ofelia y los amigos de Inocencio.

## Reparto
- Mario Moreno "Cantinflas" como Inocencio Prieto y Calvo.
- Lilia Prado como Blanca Morales.
- Ángel Garasa como Don Rómulo González.
- Sara García como Doña Epifanita.
- Miguel Manzano como Don Fermín.
- Carlos Agostí como Lic. Aníbal Guzmán.
- Daniel «Chino» Herrera como Edelmiro «El Poca Luz».
- Fernando Soto «Mantequilla» como Nicandro «El Sapo».
- Guillermo Orea como Comisario.
- Óscar Ortiz de Pinedo como Jesús López, notario público.
- Carlos Martínez Baena como Profesor.
- Judy Ponte como Ofelia González.
- María Teresa Rivas como Refugio González (como Ma. Teresa Rivas).
- Margarita Villegas
- Luis Manuel Pelayo como representante del Ministerio Público (como Luis M. Pelayo).
- Lidia Franco como Doña Chona.
- León Barroso como Empleado de banco #1.
- Alicia Moreno
- Armando Arriola como Asistente del notario.
- Palmira Arzubide como Madre de Lupita (como Palmira Arzuvide).
- Ildefonso González
- Zita Torreblanca
- Alberto Catalá como Isidro «El Güero».
- Amada Dosamantes
- Manuel Alvarado como Don Leoncio.
- José Peña como Don Diego, boticario.
- Cecilia A. Martínez
- José Carlos Méndez
- Armando Acosta como Carpintero (no acreditado).
- Jorge Casanova como Empleado de banco #2 (no acreditado).
- José Chávez como Asaltante de banco #1 (no acreditado).
- Gerardo del Castillo como Asaltante de banco #2 (no acreditado).
- Pedro Elviro como Alguacil (no acreditado).
- Enrique García Álvarez como Sacerdote (no acreditado).
- Alberto Goula (no acreditado).
- Roberto Meyer como Gutierritos, cartero (no acreditado).
- José Pardavé como Don Gorgonio (no acreditado).
- Francisco Reiguera como Juez (no acreditado).
- Salvador Terroba (no acreditado).

## Recepción
En su libro Concise Encyclopedia of Mexico, Michael S. Werner consideró la película como la que marcó el inicio del declive creativo de Cantinflas, diciendo: «Si uno se viera obligado a determinar la película exacta que marcó el comienzo del declive creativo de Cantinflas, uno podría elegir El analfabeto». Además, elaboró: «Allí, su personaje se encarna como un analfabeto que trabaja como guardia bancario y eventualmente aprende a leer y escribir, gracias a la educación pública mexicana. Sin embargo, Cantinflas no es el peladito astuto, aunque ignorante, de antaño; más bien, es un tonto cuasi retrasado como un niño que se engaña fácilmente. Atrás quedaron las ofensas hacia los poderosos que caracterizaron sus películas anteriores: el dueño del banco es bueno mientras que sus empleados son malos, y la iglesia católica es fundamental para la 'salvación' del analfabeto». En Cantinflas and the Chaos of Mexican Modernity, Jeffrey M. Pilcher llegó a conclusiones similares, diciendo: «La falta de artificio y sofisticación siempre había sido parte de su sabio y tonto personaje [el de Cantinflas], pero en El analfabeto, ya no parecía sabio, simplemente un tonto», teorizando que Cantinflas «adoptó al inocente tonto» de su película anterior Pepe «como la nueva identidad de Cantinflas», y que en la película «el capitalista representaba a un guardián benevolente mientras que el antagonista era un compañero celoso que intentaba sabotear su éxito». Sin embargo, Pilcher también declaró que «la película contó con el reparto más fuerte de Moreno en décadas», destacando a Ángel Garasa, Carlos Martínez Baena y Sara García.

## Detalles de la edición en DVD
La película está disponible en DVD por Sony Pictures Entertainment, con audio en español y subtítulos en español e Inglés. Esta edición de la película está en formato Letterbox y en pantalla ancha.